# گئورگ ویلهلم، انتخابگر براندنبورگ
گئورگ ویلهلم (آلمانی: Georg Wilhelm; ۱۳ نوامبر ۱۵۹۵ – ۱ دسامبر ۱۶۴۰) مارگراف و انتخابگر براندنبورگ و دوک پروس از دودمان هوهن‌تسولرن بود.